# Блумен, Харри
Харри Юхани Блумен (фин. Harri Juhani Blumén) род. 4 февраля 1958, Лахти, Хяме) — финский прыгун с трамплина, участник зимних Олимпийских игр 1976 года.

## Биография
Дважды по ходу карьеры Блумен выступал на Турне четырёх трамплинов. В сезоне 1974/75 юный финский прыгун занял 37-е место в итоговом зачёте. Лучшим результатом для Блумена стало 19-е место, завоёванное на трамплине в Гармиш-Партенкирхене. В сезоне 1975/76 Блумен удалось попасть в тридцатку сильнейших, заняв по итогам 4 этапов 29-е место.
В 1976 году 18-летний Харри Блумен принял участие в зимних Олимпийских играх в Инсбруке. После первого прыжка с нормального трамплина финский спортсмен показал 27-й результат, а во второй попытке был 31-м. По итогам двух прыжков Блумен набрал 210,4 балла, что позволило ему разделить 29-е место с японским прыгуном Кодзи Какута. В прыжках с большого трамплина Блумен показал низкие результаты, занимая по итогам каждой из попыток места в пятом десятке. В сумме финский прыгун набрал 160,7 балла и занял итоговое 41-е место.
В 1978 году Блумен в составе клуба Lahden Hiihtoseura стал серебряным призёром чемпионата Финляндии в командном турнире.